# Adérito Esteves
Pour les articles homonymes, voir Esteves.

a Compétitions nationales et continentales officielles uniquement.

b Matchs officiels uniquement.
Dernière mise à jour le 25 juillet 2019.
Adérito Assunção Tiny Glória Esteves, né le 8 octobre 1985 à São Tomé et Príncipe est un joueur international portugais de rugby à XV et à sept jouant au poste d'ailier.

## Biographie

### Carrière en club
Esteves a joué pour le Rugby Clube de Oeiras, AEIS Agronomia et le Grupo Desportivo Direito, au Portugal, remportant quatre titres de champion national avec ces derniers en 2008/09, 2009/10, 2010/11 et 2012/13. 
En 2010 il passe dans la Pro D2 française avec Saint-Etienne, où il joue peu du fait de son engagement sur les World Sevens Series avec le Portugal. 
Une fois le Portugal relégué des Sevens Series, en 2016, il trouve en revanche une place régulière dans l'effectif du Tarbes Pyrénées rugby, où il impressionne par ses performances, avec des grandes capacités physiques et techniques. 

### Carrière internationale
Esteves a 34 sélections pour le Portugal depuis son premier match, une défaite 17 à 37 contre la Russie à Lisbonne pour la Coupe des Nations IRB, le 13 juin 2006. Il n'a pas été appelé pour la Coupe du monde de rugby 2007, mais est depuis lors un joueur régulier des "Lobos". Il a marqué 3 essais pour son équipe nationale. 
Esteves est aussi l'un des meilleurs joueurs de son équipe nationale à sept. A sept, il évolue au poste de pilier ou d'ailier. 